# مجموعة كولا
مجموعة كولاس هي شركة هندسة مدنية فرنسية رائدة، متخصصة في إنشاء الطرق وخطوط السكك الحديدية، من خلال شركتها التابعة كولاس ريل . منذ تسعينيات القرن الماضي، ضمت المجموعة شركتي سريغ وساكر لإنشاء الطرق.
يشكل بناء الطرق 80% من أنشطة المجموعة. وتشمل الأنشطة الأخرى ذات الصلة لافتات الطرق، والبناء، ومختلف أنشطة الهندسة المدنية، بما في ذلك مد الأنابيب، وبناء وصيانة خطوط السكك الحديدية. 
شركة كولاس المحدودة هي شركة تابعة في المملكة المتحدة.

## روابط خارجية
مواقع الشركة

- "Colas - Leader mondial de la construction de routes", www.colas.com (بالفرنسية والإنجليزية), Colas, Archived from the original on 2022-06-28, Retrieved 2021-11-16
  - "Sacer : entretien et construction de routes", www.sacer.fr (بالفرنسية), Sacer, Archived from the original on 2016-10-19
  - "Grands travaux routiers, assainissement et terrassement routier - Screg - Screg société travaux routiers, infrastructures industrielles", www.screg.fr (بالفرنسية), Screg, Archived from the original on 2013-09-16
  - "COLAS RAIL", www.colasrail.com (بالفرنسية والإنجليزية), Colas Rail, Archived from the original on 2025-06-18